# Tetratheca neglecta
Tetratheca neglecta är en tvåhjärtbladig växtart som beskrevs av J. Thompson. Tetratheca neglecta ingår i släktet Tetratheca och familjen Elaeocarpaceae. Inga underarter finns listade i Catalogue of Life.